# Paula Jaraquemada
Paula Jaraquemada Alquizar (Santiago, 18 de junio de 1768-ibíd., 7 de septiembre de 1851), fue una patriota chilena, uno de los personajes femeninos más importantes en la lucha por la independencia de Chile.

## Biografía

### Familia
Nació en una familia adinerada, hija de Domingo de Jaraquemada y Cecilia de Alquizar, quien era pariente de la familia Carrera.

### Apoyo a la Independencia de Chile

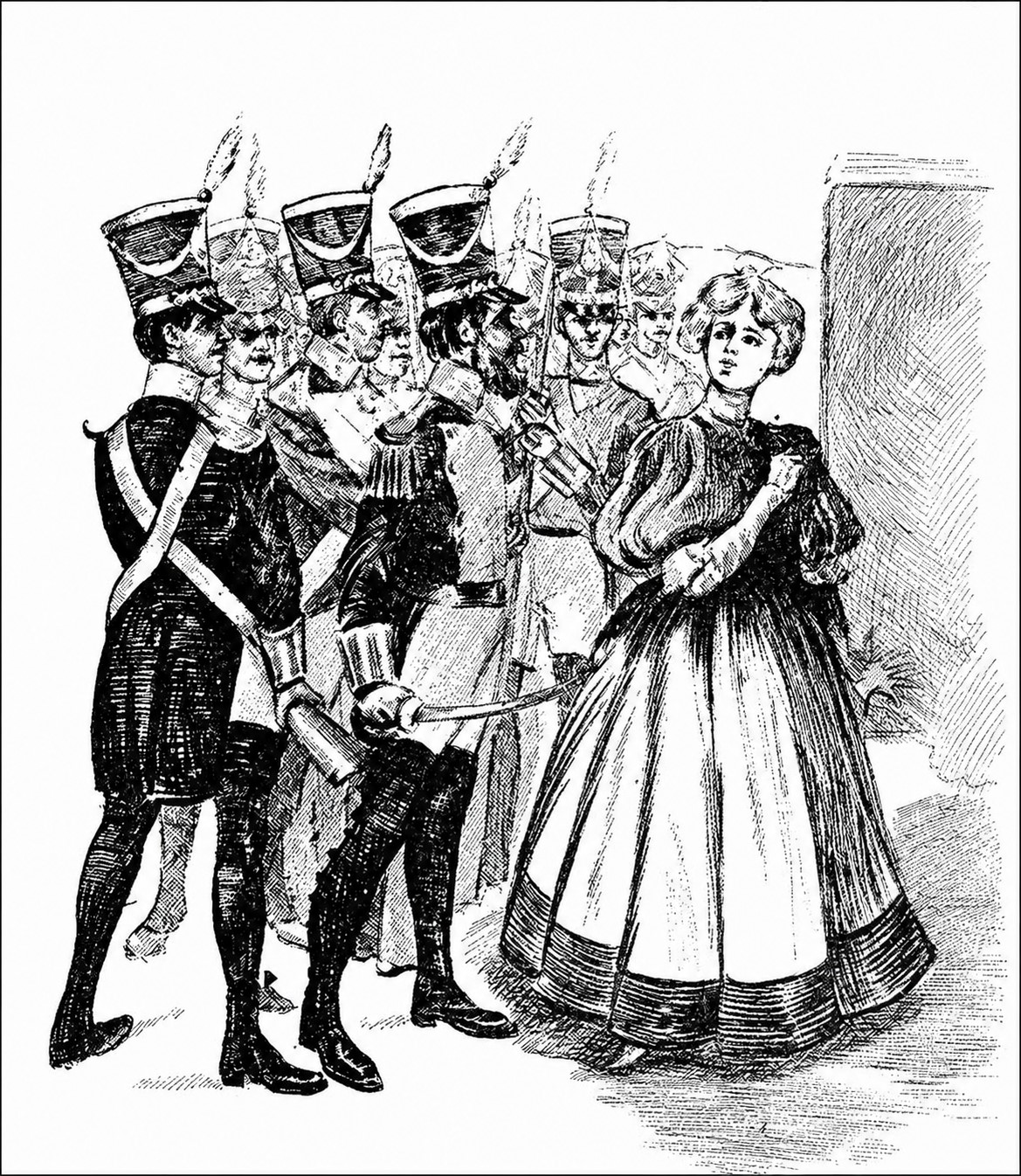
Ilustración que muestra a Jaraquemada encarando a los soldados realistas.

Paula Jaraquemada fue muy importante en la independencia de Chile,  Aunque prácticamente se desconocen los detalles de su biografía, dos episodios que protagonizó durante la campaña independentista la consagraron como una heroína nacional. Según cuenta la historia, hacia el final del proceso de la Independencia de Chile, cuando bordeaba los 50 años, Jaraquemada recibió al Ejército Patriota en su hacienda de Paine y los refugió tras su derrota en la batalla de Cancha Rayada (1818). Los malogrados soldados de José San Martín se recuperaron en su hacienda, allí se alimentaron y curaron sus heridas. También les suministró pertrechos y, para revitalizar las tropas patriotas, facilitó caballos y ordenó a sus inquilinos sumarse a la campaña. Se rememora esta generosa acción por la causa, pero su gran hazaña fue encarar altivamente a un oficial realista que llegó a su hacienda para abastecer a su tropa. El capitán le exigió las llaves de su bodega y ella se negó a hacerlo, concediendo, si lo deseaban, una voluntaria cooperación. El oficial hizo caso omiso de esta respuesta y nuevamente le espetó la orden. Ella no cedió y poniendo en juego su vida, acercó su pecho a las bayonetas de los soldados para aclararle al oficial que prefería morir antes que ceder. Con la misma altanería, dio vuelta un brasero con la punta de su pie para demostrar que estaba dispuesta a quemar su casa si ellos insistían en despojarle de sus bienes violentamente, la soldadesca desistió de su propósito y abandonó el lugar.

### Vida después de la Independencia
En los últimos años de su vida, Paula Jaraquemada se dedicó a obras benéficas y de caridad, visitando los orfanatos y asilos. En la casa correccional de mujeres en Santiago, logró importantes mejoras a las detenidas.
Paula Jaraquemada falleció en Santiago 7 de septiembre de 1851, a los 83 años.

## Homenajes
- En la ciudad de Laja, la principal estación de radio lleva su nombre como homenaje.
- En la comuna de El Bosque de la ciudad de Santiago de Chile, fue nombrado un jardín infantil y una calle.[3]
- En la comuna de Santiago existe el Hospital San Borja Arriarán cuyo nombre inicial fue Hospital Paula Jaraquemada. Está ubicado en el barrio Matta de Santiago.[4]
- Diversos colegios llevan su nombre, algunos de ellos ubicados en las comunas de Quilicura,[5] Paine,[6] Recoleta,[7] Iquique[8] y Peñalolén[9]